# کازویا سوناموری
کازویا سوناموری (انگلیسی: Kazuya Sunamori؛ زادهٔ ۲ سپتامبر ۱۹۹۰) بازیکن فوتبال اهل ژاپن است.